# Championnats de Hongrie d'escrime 1924
Navigation
Édition précédente Édition suivante
Les championnats de Hongrie d'escrime 1924 ont lieu le 25 mai 1924 pour le fleuret et les 13 et 15 juin 1924 pour le sabre à Budapest. Ce sont les vingtièmes championnats d'escrime en Hongrie. Ils sont organisés par la MVSz.
Les championnats comportent deux épreuves, le fleuret masculin et le sabre masculin.

## Classements
| Épreuves          | Or                            | Argent                 | Bronze                 |
| ----------------- | ----------------------------- | ---------------------- | ---------------------- |
| Fleuret           |                               |                        |                        |
| Hommes individuel | Zoltán Schenker Wesselényi VC | Péter Tóth MAC         | János Hajdu Nemzeti VC |
| Sabre             |                               |                        |                        |
| Hommes individuel | Sándor Pósta MAFC             | Ödön Tersztyánszky MAC | László Berti MAC       |